# アルゴンキン語派
アルゴンキン語派（アルゴンキンごは、またはアルゴンキアン語派、英: Algonquian languages）は、アルギック語族に属し、アメリカ・インディアンのアルゴンキン族によって話される語派である。アメリカ合衆国北部およびカナダの、ロッキー山脈から東海岸に至るまでの広い範囲で話されていた。共通の祖語から発展したと考えられており、祖語は（場所はわからないが）少なくとも3千年前に話されていたとされる。
アルゴンキン語 (Algonquin language) というのはこの語派の中の1つの言語であり、語派のことではない。

## 分類

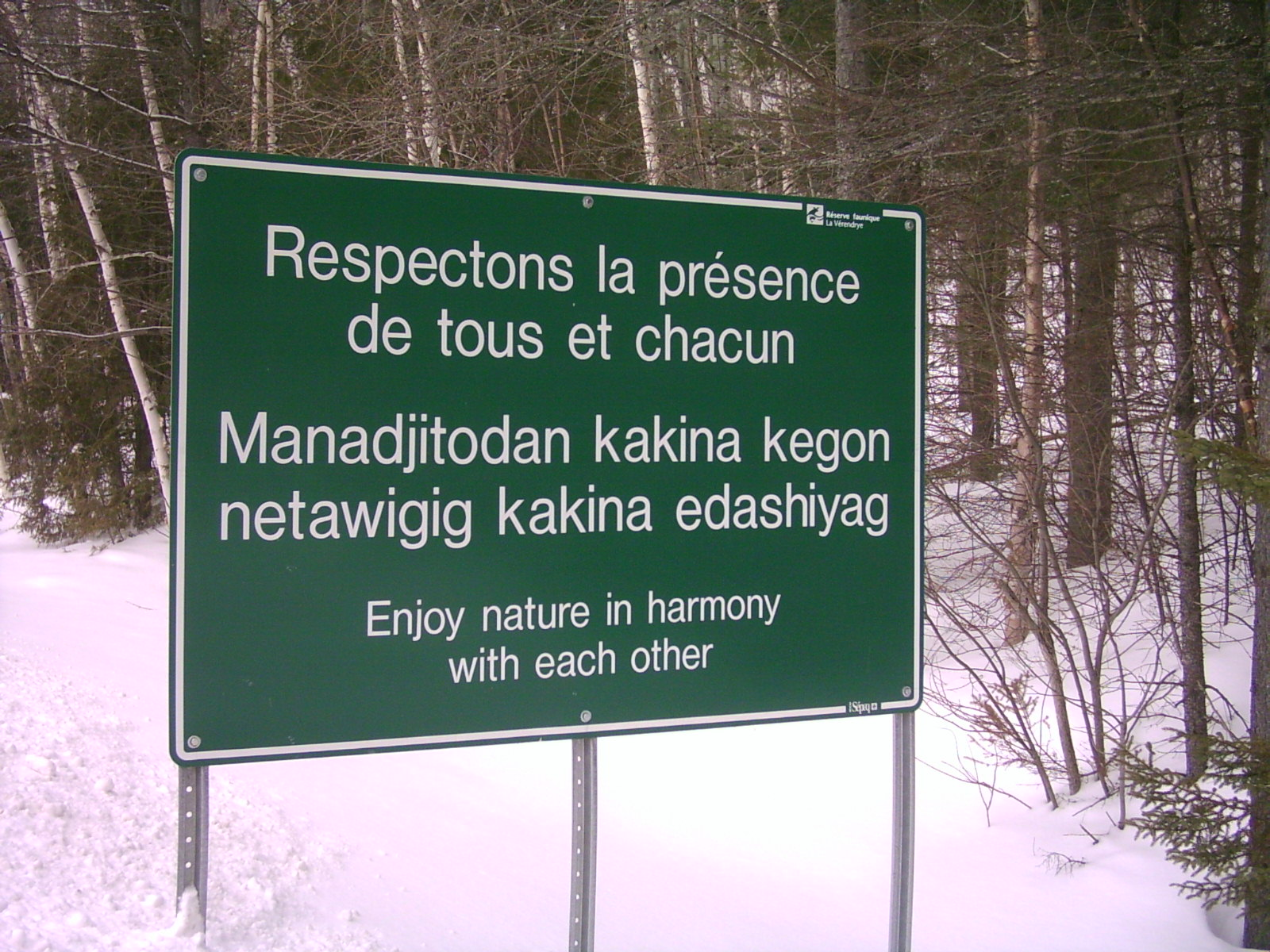
アルゴンキン語による看板表記（カナダ）

アルゴンキン諸語は、大きく大平原・中央・東部の3語群に分けられ、さらに27ほどの言語（それぞれ多くの方言を含む）に分けられているが、分類に関しては議論がある。
A. 中央・平原語群
I. 平原アルゴンキン語群（Plains）
1. ブラックフット語（Blackfoot） - ブラックフット族
2. アラパホ語族（Arapahoan）
3. シャイアン語（Cheyenne） - シャイアン族
II. 中央アルゴンキン語群（Central）
4. クリー語（Cree） - クリー族
5. メノミニー語（Menominee）
6. オジブワ語（オジブエ語）Ojibwa（オタワ語、アルゴンキン語など） - オジブワ族、オタワ族、アルゴンキン族
7. ポタワトミ語（Potawatomi）
8. フォックス語（Fox）- メスクワキ族・メスクワキ移民
9. ショーニー語（Shawnee）- ショーニー族
10. マイアミ・イリノイ語†（Miami-Illinois）- マイアミ族・イリニ族
B. 東部アルゴンキン語群（Eastern）
11. ミクマク語（Míkmaq）- ミクマク族
- アベナキ語（Abenaki）- アベナキ族、ペノブスコット族

12. 西アベナキ語（Western Abenaki）
13. 東アベナキ語（Eastern Abenaki）
14. マリシート＝パサマクォディ語（Malecite-Passamaquoddy）- マリシート族、パサマクォディ族
15. マサチューセット語（Massachusett）- マサチューセッツ族、ワンパノアグ族
16. ナラガンセット語†（Narragansett）- ナラガンセット族
17. モヘガン・ペクォート語†（Mohegan-Pequot）- モヒガン族、ピクォート族
18. Quiripi-Naugatuck-Unquachog†
19. マヒカン語†（Mahican/ モヒカン語、Mohican とも）- モヒカン族
20. デラウェア語群（Lenape/Delaware）- レナペ族
- en:Munsee language
- en:Unami language†

21. ナンチコーク語†（Nanticoke） - ナンチコーク族
22. カロライナ・アルゴンキン語†（パムリコ語、Pamlico とも）
23. ポウハタン語†（Powhatan）- ポウハタン族
24. en:Etchemin language†（Etchemin）
- en:Loup language†（Loup）- ニプマク族

25. Loup A
26. Loup B
27. シンネコック語†（Shinnecock）- シンネコック族

## 特徴

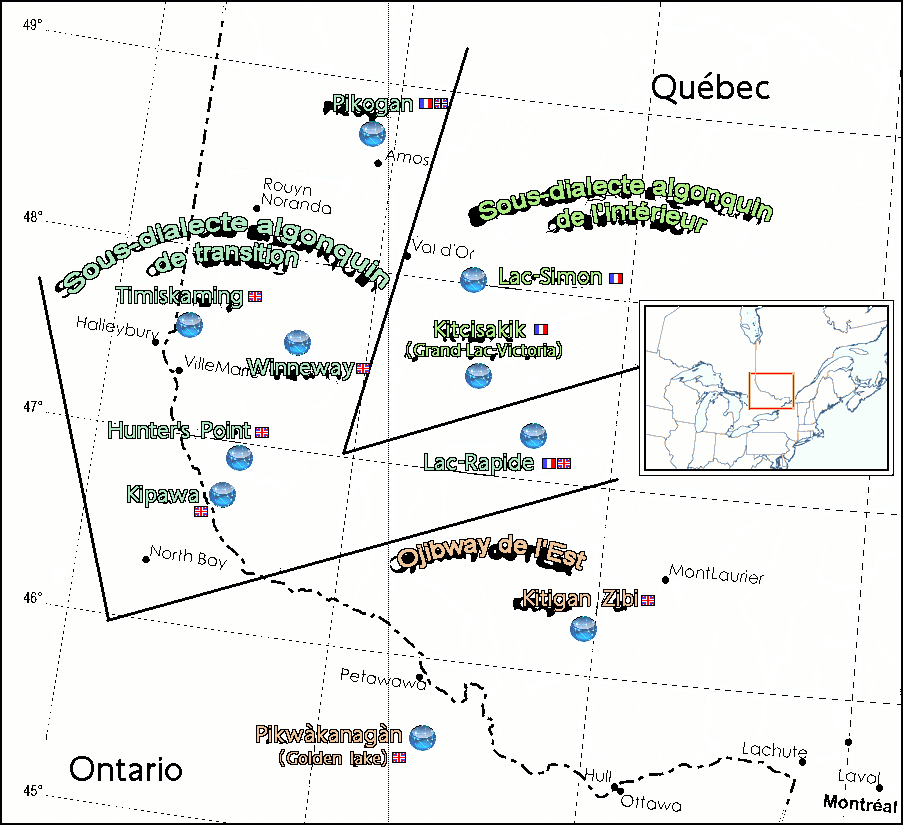
ケベックにおける、10の方言を含む分布図

アルゴンキン諸語は典型的な複総合的言語である：つまり、他の多くの言語では単語数個からなる文で表現される内容を、1つの動詞で表すことができる。また3人称は少なくとも2つに分けられ、これにより談話で話題となっている中心的人物（たち）が明示される。
エドワード・サピアやレナード・ブルームフィールドによる研究が特に有名である。白人による同化政策である「インディアン寄宿学校」による英語教育の強制により、多くの言語が絶滅に瀕しており、すでに絶滅したものもある。
この地域の地名はアルゴンキン語族によるものが多い：例としては、マサチューセッツ、コネチカット、イリノイ、ミシガン、ウィスコンシン、ミルウォーキー、シカゴ、オタワなどがある。

## よく知られた単語
- オポッサム
- ポッサム
- カリブー
- モカシン
- ペミカン
- パウワウ
- ラクーン（アライグマ）
- スカンク
- スクァッシュ（英語版）
- ウッドチャック
- トマホーク
- ウィグワム

ほか